# Риоло Терме
Рио̀ло Тѐрме (на италиански: Riolo Terme, на местен диалект Riô или Riol, Рио или Риол) е малък град и община в Северна Италия, провинция Равена, регион Емилия-Романя. Разположен е на 98 m надморска височина. Населението на града е 5752 души (1 януари 2023).